# Mandarin (Floride)
Pour les articles homonymes, voir Mandarin.
Mandarin est le quartier le plus méridional de la cité de Jacksonville en Floride. Il est situé sur la rive est du fleuve Saint Johns, en face de la localité d'Orange Park. Il doit son nom à la mandarine qui y était cultivée au XIXe siècle.
Qualifié de « paradis tropical » par l'écrivain Harriet Beecher Stowe, le pittoresque quartier de mandarin est marqué par son histoire, ses vieux chênes drapés de mousse espagnole, ses parcs, ses marinas. Dans les années 1800, Mandarin est un petit village agricole qui produit oranges, pamplemousses, citrons et autres fruits et légumes expédiés à Jacksonville, et vers le nord, sur des bateaux à vapeur qui remontent le Saint Johns. En 1864, lors de la Guerre de Sécession le vapeur de l'Union, le Maple Leaf, y heurte une mine confédérée et coule à proximité immédiate de Mandarin Point.
Alors que Mandarin n'est plus aujourd'hui qu'une petite partie de la cité de Jacksonville, sa beauté naturelle, ses parcs et ses demeures historiques y attirent les visiteurs. Situé à proximité du centre de Jacksonville, le quartier est voisin de Beauclerc au nord, de Julington Creek au sud et bordé par le Saint Johns à l'ouest.